# 奈良県の重要文化財一覧
奈良県の重要文化財一覧（ならけんのじゅうようぶんかざい いちらん）
本項は、日本国の文化財保護法に基づき同国の文部科学大臣が指定した重要文化財（美術工芸品）の一覧である。本一覧には奈良県所在分を収録する。

## 凡例

### 収録対象
- 本一覧の収録対象は、日本の文化財保護法第27条第1項に基づき文部科学大臣が指定した重要文化財のうち、「美術工芸品」に分類されるものである。重要文化財のうち「建造物」については、本一覧には収録していない。
- 奈良県にある重要文化財建造物については、別項「奈良県にある建造物の重要文化財一覧」を参照。
- ○印を付した物件は国宝である。なお、文化財保護法の規定では、国宝は重要文化財指定物件のうちから指定することとされている（同法第27条第2項）。
- 3件以上の重要文化財を有する社寺、博物館等で、ウィキペディア日本語版に記事があり、かつ、記事中に当該社寺、博物館等所有の文化財一覧が含まれている場合は、当該記事へのリンクのみを付した。
- 日本国（文化庁）所有の考古資料のうち、出土地の地方公共団体によって保管・管理されているものについては、実際の保管先である都道府県の欄に記載した（例：「藤ノ木古墳出土品」は、文化庁の所在地である東京都の欄ではなく、保管先である奈良県の欄に記載）。ただし、個人コレクション等からの購入によって日本国（文化庁）所有となった考古資料については上記に該当しない。
- 所有者が宗教法人・公益法人以外の法人（株式会社等）である場合は、法人名を省略し、単に「法人」と表記した。ただし、当該法人がギャラリー、資料館等を開設し、自ら文化財の公開を行っている場合はこの限りでない。
- 所有者の住所と文化財の保管場所とは必ずしも同一とは限らない。また、社寺、個人等所有の国宝・重要文化財については、国立・県立の博物館等に寄託されているものが多い。
- 文化庁の調査により「所在不明」とされている重要文化財については、「（所在不明）」と記し、旧所在地の都道府県の欄に収録した。[1]
- 本一覧に重要文化財の所有者として挙げられている寺院のなかには、事実上廃寺となっていて、仏像等は他所で保管されているケースもあるが、本一覧では、正式に所有者の変更がなされている場合を除き、従前どおりの所有者名・住所を記載している。

### 典拠
- 2000年までの指定物件については文化庁編『国宝・重要文化財総合目録』（第一法規、1980）および『国宝・重要文化財大全 別巻』（所有者別総合目録・名称総索引・統計資料）（毎日新聞社、2000）を典拠とし、それ以降の新規指定、名称変更等については官報告示による。なお、所有者・所在場所の変更については、移動先の地方公共団体の文化財一覧、博物館の公式サイト等によって確認できる場合には、それを反映している。
- 個人所有物件については、原則的には『国宝・重要文化財大全 別巻』（所有者別総合目録・名称総索引・統計資料）に基づき、該当する都道府県の欄の最後に記載した。ただし、県境を越えての移動、個人から博物館等への所蔵先変更が、移動先の地方公共団体の文化財一覧、博物館の公式サイト等によって確認できる場合には、それを反映している。

## 奈良県

### 一覧 (1)
3件以上の重要文化財を有する社寺、博物館等で、ウィキペディア日本語版に記事があり、かつ、記事中に当該社寺、博物館等所有の文化財一覧が含まれているものについては、本欄に記載する。
以下の社寺、博物館等が所蔵する重要文化財については、リンク先の当該社寺、博物館等の項目を参照のこと。
- あ行

秋篠寺、石上神宮、栄山寺、円成寺、大峯山寺、岡寺
- か行

海龍王寺、春日大社、元興寺（奈良市中院町、旧称元興寺極楽坊）、元興寺（奈良市芝新屋町）、金峯神社、金峯山寺、興福寺、興福院
- さ行

西大寺、桜本坊、称名寺、正暦寺、新薬師寺
- た行

大安寺、當麻寺、橘寺、手向山八幡宮、達磨寺、談山神社、中宮寺、朝護孫子寺、天理大学附属天理図書館、唐招提寺、東大寺、東明寺
- な行

奈良県立橿原考古学研究所、奈良国立博物館、南明寺
- は行

長谷寺、般若寺、白毫寺、不退寺、宝山寺、法華寺、法隆寺、法輪寺
- ま行

松尾寺、室生寺
- やらわ行

薬師寺、矢田寺（金剛山寺）、大和文華館、霊山寺

### 一覧 (2)
一覧 (1) に記載した以外の社寺等所有の文化財については以下に記載する。
日本国所有（文部科学省所管）
- ○高松塚古墳壁画 4面

日本国所有（文部科学省所管）
- ○キトラ古墳壁画 5面

日本国所有（文部科学省所管）
- 頭塔石仏 22基（奈良市高畑町所在）

日本国（文化庁）所有
- 太安万侶墓誌（奈良県立橿原考古学研究所附属博物館保管）
- 奈良県島の山古墳出土品（奈良県立橿原考古学研究所附属博物館保管）
- ○奈良県藤ノ木古墳出土品（奈良県立橿原考古学研究所附属博物館保管）
- 奈良県黒塚古墳出土品（三角縁神獣鏡など）（奈良県立橿原考古学研究所附属博物館保管）
- 奈良県キトラ古墳出土品（キトラ古墳壁画体験館四神の館保管）

国立文化財機構（奈良国立博物館保管）
- 奈良国立博物館保管分は奈良国立博物館所蔵文化財一覧を参照

国立文化財機構（奈良文化財研究所保管）
- 奈良県興福寺旧境内土壙（一乗院宸殿跡下層）出土品
- ○平城宮跡出土木簡3,184点
- 長屋王家木簡 1,669点（附 平城京跡左京三条二坊出土木簡140点）[2][3]
- 北浦定政関係資料

国立文化財機構（飛鳥資料館保管）
- 高松塚古墳出土品
- 奈良県山田寺跡出土品

奈良県
- 奈良県立橿原考古学研究所附属博物館保管分は同研究所の項を参照

氷室神社 奈良市春日野町
- 木造舞楽面（陵王）1面

 寧楽美術館  奈良市水門町
- 紙本淡彩亦復一楽帖 田能村竹田筆

 伝香寺  奈良市小川町
- 木造地蔵菩薩立像・像内納入品

阿弥陀寺 奈良市南風呂町
- 絹本著色観経十六観相図

 十輪院  奈良市十輪院町
- 木造不動明王二童子立像

 興善寺  奈良市十輪院畑町
- 源空、証空等自筆消息2巻（附：木造阿弥陀如来立像、漆塗筒形納骨器）

 福智院  奈良市福智院町
- 木造地蔵菩薩坐像

 璉珹寺  奈良市西紀寺町
- 木造観音菩薩立像
- 木造勢至菩薩立像

西方寺 奈良市油阪東町
- 木造阿弥陀如来坐像

 西光院  奈良市高御門町
- 木造十一面観音立像

南市町自治会 奈良市南市町
- 絹本著色春日宮曼荼羅図

 不空院  奈良市高畑町
- 木造不空羂索観音坐像

 五劫院  奈良市北御門町
- 木造五劫思惟阿弥陀坐像

西福寺 奈良市奈良阪町
- 木造阿弥陀如来立像
- 木造薬師如来坐像
- 木造阿弥陀如来坐像
- 木造釈迦如来坐像
- 木造不動明王立像・毘沙門天立像

奈良豆比古神社 奈良市奈良阪町
- 木造能面癋見 千種作 応永二十年二月、千草左衛門大夫作の刻銘がある[2][3]

 西方院  奈良市五条
- 木造阿弥陀如来立像 快慶作

 喜光寺  奈良市菅原町
- 木造阿弥陀如来坐像

東鳴川観音講 奈良市東鳴川町
- 木造不空羂索観音坐像（応現寺所在）

 圓照寺  奈良市山町
- 大和国帯解山村廃寺出土品

弘仁寺 奈良市虚空蔵町
- 木造明星菩薩立像
- 木造持国天・増長天立像（附木造広目天・多聞天立像）

 帯解寺  奈良市今市町
- 木造地蔵菩薩半跏像

地蔵院 奈良市中町
- 木造地蔵菩薩立像 - 霊山寺の項を参照

東光院 奈良市中町
- 木造毘沙門天立像 - 霊山寺の項を参照

金龍寺 奈良市都祁馬場町
- 木造菩薩立像

来迎寺 奈良市来迎寺町
- 木造善導坐像（附：髹漆須弥壇）

千體寺 大和郡山市丹後庄町
- 紫檀塗螺鈿厨子

洞泉寺 大和郡山市洞泉寺町
- 木造阿弥陀如来及両脇寺立像

浄慶寺 大和郡山市洞泉寺町
- 木造阿弥陀如来坐像

 地福寺  大和郡山市上三橋町
- 木造十一面観音立像

光明寺 大和郡山市柏木町
- 木造阿弥陀如来及両脇侍立像
- 木造伝善導大師坐像

北僧坊 大和郡山市矢田町
- 木造虚空蔵菩薩坐像 - 矢田寺の項を参照

南僧坊 大和郡山市矢田町
- 木造毘沙門天立像 - 矢田寺の項を参照

天理大学（天理大学附属天理参考館保管）天理市杣之内町
- 埴輪男子胡坐像 群馬県群馬郡群南村八幡原出土
- 埴輪武装男子立像 群馬県新田郡尾島町大字世良田出土

天理大学
- 天理大学附属天理図書館保管分については同館の項を参照

東井戸堂区・西井戸堂区 天理市西井戸堂町
- 木造十一面観音立像（山辺御県坐神社観音堂所在）

善福寺 天理市和爾町
- 木造阿弥陀如来坐像

長岳寺天理市柳本町
- 木造阿弥陀如来及び両脇侍像
- 木造多聞天・増長天立像

 国分寺 (橿原市)  橿原市北八木
- 木造十一面観音立像

正蓮寺 橿原市小綱町
- 木造大日如来坐像

来迎寺 桜井市桜井
- 木造地蔵菩薩立像

 安倍文殊院  桜井市阿部
- ○木造騎獅文殊菩薩及び脇侍像 4躯（附:仏頂尊勝陀羅尼・文殊真言・文殊種子1巻、木造最勝老人立像1躯）

大神神社 桜井市三輪
- 朱漆金銅装楯2枚
- 周書巻第十九

忍阪区 桜井市忍阪
- 石造浮彫伝薬師三尊像（石位寺所在）

金屋区 桜井市金屋
- 石板浮彫伝弥勒如来像・伝釈迦如来像

 玄賓庵  桜井市茅原
- 木造不動明王坐像

 聖林寺  桜井市下
- ○木心乾漆十一面観音立像

東大谷日女神社 桜井市山田
- 石燈籠 永和元年銘

笠区 桜井市笠
- 木造薬師如来立像（竹林寺所在）

外山区 桜井市外山
- 木造不動明王坐像（不動院所在）

與喜天満神社 桜井市初瀬
- 木造天神坐像 正元元年銘

普門院 桜井市初瀬
- 木造不動明王坐像 - 長谷寺の項を参照

能満院 桜井市初瀬
- 長谷寺の項を参照

弥勒寺 大和高田市土庫
- 木造弥勒仏坐像

大善寺 五條市中之町
- 木造釈迦如来立像

草谷寺 五條市北山町
- 木造薬師如来立像
- 木造薬師如来坐像
- 木造不動明王坐像

満願寺 五條市霊安寺町
- 大般若経（自天永三年至永久四年書写）530巻

光明寺 五條市西吉野町西新子
- 銅造如来立像（新羅統一時代）

湯川区 五條市西吉野町湯川
- 木造阿弥陀如来坐像 嘉応□年仏師仏忍銘（阿弥陀堂所在）

常覚寺 五條市西吉野町黒渕
- 木造普賢延命坐像
- 木造釈迦如来立像

鴨山口神社 御所市櫛羅
- 木造大日霊命坐像・御霊大神坐像

 九品寺  御所市楢原
- 木造阿弥陀如来坐像

 長福寺  生駒市俵口町
- ○金銅能作生塔

 竹林寺  生駒市有里町
- 竹林寺忍性墓出土品

長弓寺 生駒市上町
- 木造十一面観音立像
- 黒漆厨子

阿日寺 香芝市良福寺
- 絹本著色聖衆来迎図

常盤寺 香芝市良福寺
- 木造大日如来坐像（阿日寺保管）

西光院 葛城市竹内
- 木造地蔵菩薩立像

高雄寺 葛城市新在家
- 木造薬師如来坐像
- 木造聖観音立像

奥院 葛城市當麻
- 當麻寺の項を参照

西南院 葛城市當麻
- 當麻寺の項を参照

置恩寺 葛城市寺口
- 木造十一面観音立像

 大野寺  宇陀市室生大野
- 木造地蔵菩薩立像

三本松中村区 宇陀市室生三本松
- 木造地蔵菩薩立像（安産寺所在）

春覚寺 宇陀市室生下笠間
- 木造地蔵菩薩立像 康元元年快成作銘

染田区 宇陀市室生染田
- 染田天神講連歌関係資料

 戒長寺  宇陀市榛原戒場
- 梵鐘 正応四年銘

西方寺 宇陀市榛原山辺三
- 木造薬師如来立像（附:結縁交名一括（弘安元年の記あり））

宗祐寺 宇陀市榛原萩原
- 絹本著色仏涅槃図
- 木造多聞天立像

悟真寺 宇陀市榛原自明
- 銅造誕生釈迦仏立像

惣社水分神社 宇陀市菟田野上芳野
- 黒漆金銅装神輿
- 黒漆瓶子 一対 貞和二年銘

大蔵寺 宇陀市大宇陀栗野
- 木造薬師如来立像
- 木造天部形立像

覚恩寺 宇陀市大宇陀牧
- 木造薬師如来坐像

 神野寺  山辺郡山添村伏拝
- 銅造菩薩半跏像

西方寺 山辺郡山添村広瀬
- 木造阿弥陀如来立像 快慶作

仙光寺 生駒郡斑鳩町龍田北
- 木造十一面観音立像

融念寺 生駒郡斑鳩町神南
- 木造聖観音立像
- 木造地蔵菩薩立像

成福寺 生駒郡斑鳩町法隆寺南
- 木造聖徳太子立像

勝林寺 生駒郡斑鳩町高安
- 木造十一面観音立像
- 木造聖観音立像
- 木造薬師如来坐像

 吉田寺  生駒郡斑鳩町小吉田
- 木造阿弥陀如来坐像

宝珠院 生駒郡斑鳩町法隆寺山内
- 木造文殊菩薩騎獅像 - 法隆寺の項を参照

北室院 生駒郡斑鳩町法隆寺山内
- 木造阿弥陀如来及び両脇侍像 - 法隆寺の項を参照

法起寺 生駒郡斑鳩町岡本
- 木造十一面観音立像
- 銅造菩薩立像

普門院 生駒郡平群町福貴
- 木造聖観音立像[4]

 龍田大社  生駒郡三郷町立野南
- 宝相華彩絵奚婁鼓胴

観音寺 生駒郡三郷町立野北
- 木造地蔵菩薩立像

大福寺 生駒郡安堵町笠目
- 木造地蔵菩薩立像

極楽寺 生駒郡安堵町東安堵
- 木造阿弥陀如来坐像

田原本町
- 埴輪牛 奈良県磯城郡田原本町出土（唐古・鍵考古学ミュージアム保管）
- 奈良県唐古・鍵遺跡出土品（唐古・鍵考古学ミュージアム保管）

千万院 磯城郡田原本町法貴寺
- 木造不動明王立像

本光明寺 磯城郡田原本町千代
- 木造十一面観音立像

安養寺 磯城郡田原本町八尾
- 木造阿弥陀如来立像 快慶作

安楽寺 磯城郡田原本町矢部
- 絹本著色融通念仏縁起絵

宮古区 磯城郡田原本町宮古
- 木造薬師如来坐像（薬師堂所在）

下永区 磯城郡川西町下永
- 木造地蔵菩薩立像（八幡神社所在）
- 木造阿弥陀如来坐像（八幡神社所在）

富貴寺 磯城郡川西町保田
- 木造釈迦如来坐像
- 木造地蔵菩薩立像

光林寺 磯城郡川西町保田
- 木造阿弥陀如来立像 快慶作

広瀬区 北葛城郡広陵町広瀬
- 木造十一面観音立像（附:木造十一面観音立像（鞘仏）、鞘仏内納入品）（与楽寺収蔵庫所在）

子嶋寺 高市郡高取町観覚寺
- ○紺綾地金銀泥絵両界曼荼羅図
- 木造十一面観音立像

南法華寺 高市郡高取町壺阪
- 絹本著色一字金輪曼荼羅図
- 鳳凰文磚

 飛鳥寺 （安居院） 高市郡明日香村飛鳥
- 銅造釈迦如来坐像

弘福寺 高市郡明日香村川原
- 木造持国天・多聞天立像

大日寺 吉野郡吉野町吉野山
- 木造五智如来坐像

 竹林院  吉野郡吉野町吉野山
- 慶長十九年五山衆試文稿 六曲一双

吉水神社 吉野郡吉野町吉野山
- 色々威腹巻
- 伝後醍醐天皇宸翰消息

 如意輪寺  吉野郡吉野町吉野山
- 厨子入木造蔵王権現立像 嘉禄二年源慶作銘

吉野水分神社 吉野郡吉野町吉野山
- ○木造玉依姫命坐像
- 木造天万栲幡千幡命坐像

阪本龍門文庫 吉野郡吉野町上市
- 万代和歌集 6冊 第六冊宝治二年奥書
- 日本感霊録抄 久安三年書写奥書
- 花鳥餘情 15冊 文明十年一条兼良書写奥書
- 平等院経蔵目録

滝上寺 吉野郡下市町善城
- 絹本著色九品来迎図3幅

龍洞院 吉野郡下市町阿知賀
- 木造阿弥陀如来坐像

川上村 吉野郡川上村
- 縹糸威筋兜（附:大袖一双、胴丸金具残片1領分）

福源寺 吉野郡川上村高原
- 木造薬師如来坐像 応徳二年仏師僧勝□銘

 丹生川上神社  吉野郡東吉野村小
- 石燈籠 弘長四年銘

興禅寺 吉野郡東吉野村中黒
- 木造薬師如来坐像

 天河大弁財天社 （天河神社） 吉野郡天川村坪内
- 木造能狂言面 30面

 玉置神社  吉野郡十津川村玉置川
- 梵鐘 応保三年銘

高福寺 吉野郡野迫川村今井
- 木造阿弥陀如来立像

個人
- 旧慈門院障壁画 彭城百川筆 41面
  - 紙本著色天台岳中石橋図 襖貼付6
  - 紙本墨画芭蕉太湖石図 襖貼付6
  - 紙本墨画梅図 襖貼付8
  - 紙本墨画蘭太湖石図 襖貼付4
  - 紙本淡彩山水図 床貼付3、襖貼付1、壁貼付1
  - 紙本墨画雪竹図 襖貼付8
  - 紙本著色草花図 腰障子貼付4

個人
- 紙本著色当麻寺縁起 3巻 狩野山楽等筆

個人
- 藤原師通願文 寛治二年七月廿七日[5]

個人
- 本朝文粋 巻第十三、十四 6巻

個人
- 紙本著色一遍上人絵巻 4巻
- 金銅竜螺鈿波文説相箱 一双
- 孔雀文磬 承元二年銘
- 源信明集
- 近江御息所歌合

個人
- 紙本淡彩駿牛図断簡
- 紙本白描建保六年中殿御会図 1巻
- 絹本著色一字金輪曼荼羅図
- 紙本著色浄土五祖絵（曇鸞巻・善導巻）2巻
- 銅造菩薩半跏像
- 花鳥文磬
- 銹絵滝山水図茶碗 尾形乾山作

個人
- 観世音寺公験（所在不明）

個人
- 黒漆平文冠笥

個人
- 太刀 銘来国俊元応元年八月日

個人
- 紀氏系図

個人
- 太刀 銘光忠（1958年指定）（所在不明）

## 関連文献
- 文部省宗教局保存課編・刊行『国宝（宝物類）目録』、1940（参照：）
- 文化財保護委員会編・刊行『重要文化財目録 美術工芸品』、1952
- 文化財保護委員会編・刊行『指定文化財総合目録 昭和33年版（美術工芸品扁）』、1958
- 文化財保護委員会編・刊行『指定文化財総合目録 昭和43年版（美術工芸品扁）』、1968
- 文化庁編『国宝・重要文化財総合目録（美術工芸品編）』、1980、第一法規
- 文化庁監修『重要文化財』（全31巻別巻2巻）、毎日新聞社、1972-1982
- 文化庁監修『国宝・重要文化財大全』（全12巻別巻1巻）、毎日新聞社、1997-2000